# La Palma, Tamasopo
La Palma är en ort i Mexiko.   Den ligger i kommunen Tamasopo och delstaten San Luis Potosí, i den centrala delen av landet, 260 km norr om huvudstaden Mexico City. La Palma ligger 846 meter över havet och antalet invånare är 322.
Terrängen runt La Palma är kuperad. Runt La Palma är det ganska glesbefolkat, med 21 invånare per kvadratkilometer. Närmaste större samhälle är Tamasopo, 17,1 km norr om La Palma. I omgivningarna runt La Palma växer huvudsakligen savannskog.